# Lawina w Białym Jarze
Lawina w Białym Jarze – lawina, która zeszła 20 marca 1968 roku, porywając 24 osoby idące dnem Białego Jaru w Karkonoszach. 5 spośród nich, których lawina odrzuciła w bok, udało się uratować; pozostałych 19 – w tym 13 Rosjan (obywateli ZSRR), 4 obywateli NRD, i dwoje Polaków – zginęło. Akcja ratownicza prowadzona była przez polski GOPR, czeskich ratowników i ochotników; brało w niej udział 1100 osób. Ostatnie ciała ofiar znaleziono dopiero 1 i 5 kwietnia.

## Geneza i przebieg
Warunki pogodowe w pierwszej dekadzie marca były w zasadzie stałe – brak wiatrów, wysokie nasłonecznienie, temperatura około zera stopni. Wszystko to sprzyjało tajaniu niezbyt grubej warstwy śniegu. Woda z topnienia wsiąkała w grubą warstwę podłoża (rozdrobniona zwietrzelina granitowa i pojedyncze większe bloki). Dodatkowo podłoże nasączały szczelinowe źródła Białego Jaru. Druga dekada marca rozpoczęła się od silnych opadów śniegu i spadkiem temperatury poniżej zera, jak również zamieciami śnieżnymi. 13 marca zanotowano krótkotrwałe rozpogodzenia. Śnieg, uprzednio nasiąknięty wodą, uległ scementowaniu, a na jego powierzchnię spadły duże ilości świeżego, mokrego śniegu, na który z kolei nałożyła się kolejna warstwa śniegu suchego. Ta ostatnia warstwa miała zróżnicowaną gęstość. Następne opady i zamiecie spowodowały znaczące przeciążenie śnieżne stoków o stosunkowo sporym nachyleniu. Równowaga pokrywy śnieżnej została zachwiana, co zaowocowało niewielką lawiną (tzw. deską) w dniu 17 marca. Opady śniegu i zawieje miały miejsce głównie w nocy, podczas gdy w dzień następowały rozpogodzenia i silne podgrzewanie słońcem. Powodowało to nadtapianie wierzchnich warstw śniegu, a powstająca woda wsiąkała w głąb. Zamarznięte podłoże gruzowo-lodowe nie podlegało tym zmianom. W godzinach południowych 20 marca, przy znacznym nasłonecznieniu, nastąpiło gwałtowne oderwanie się wielkich mas śnieżnych w dolinie. Zsunęły się one po zmrożonym podłożu z dużą prędkością.

## Lawina
20 marca była pogoda zachęcająca do wycieczek, jednak z powodu zamknięcia wyciągu krzesełkowego na Kopę turyści zdecydowali się na przejście trasy czarnym szlakiem wzdłuż Białego Jaru. Lekceważyli przy tym znaki ostrzegające przed lawinami, jak również ostrzeżenia w domach wczasowych, których kierownicy zostali powiadomieni przez GOPR po przejściu podobnej lawiny trzy dni wcześniej. Na trasie lawiny znajdowało się 13 Rosjan – młodych nauczycieli z Kujbyszewa, 4 Niemców i 2 Polaków. Na krótko przed zejściem lawiny od grupy odłączyło się z powodu zmęczenia kilka polskich rodzin z dziećmi i zawróciło do domu wczasowego „Hanka”, tylko trzech zdecydowało się iść dalej. Lawina zastała turystów na rozdrożu, gdy zastanawiali się czy iść w kierunku Strzechy Akademickiej czy górnej stacji wyciągu na Małą Kopę.
Lawina zeszła o godzinie 11:10, według niektórych źródeł przed 11:00. Lawinisko miało długość ponad 600 metrów (niektóre źródła podają 800 metrów lub prawie kilometr), ok. 20–80 metrów szerokości, grubość ok. 12 metrów, wysokość czoła ok. 20–25 metrów. Masa śniegu wynosiła 50 tys. ton. Czas przesuwu lawiny wynosił 48 sekund, a prędkość lawiny ocenia się na 100 km/h a nawet wyższą. 

## Akcja ratunkowa

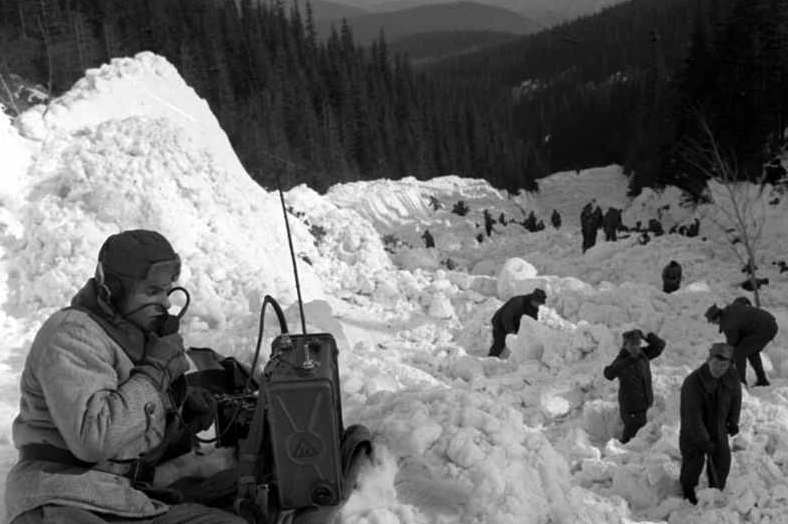
Akcja ratunkowa

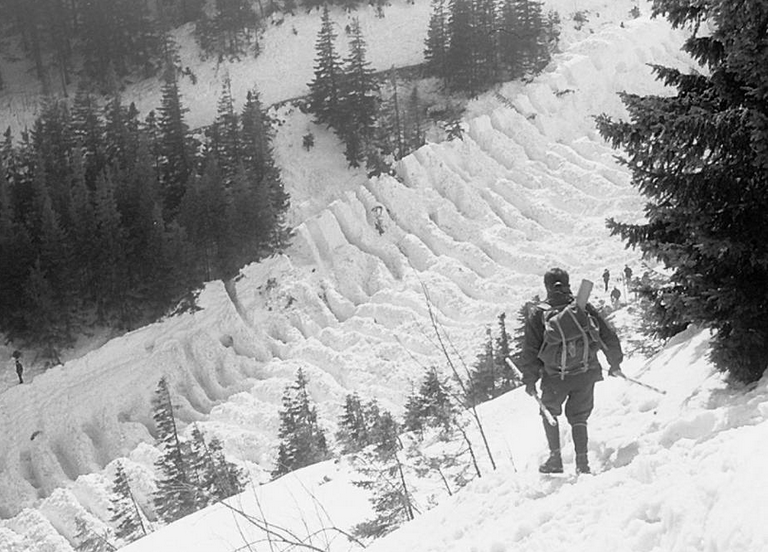
Lawinisko po ukończeniu akcji ratunkowej

Pierwsi lawinę zauważyli sportowcy, którzy biegli w niewielkiej odległości za grupą radziecko-wschodnioniemiecką i jako pierwsi rozpoczęli poszukiwanie poszkodowanych. Właściwą akcję ratunkową rozpoczęto ok. 11:15. Do szpitala odtransportowano 5 turystów, których podmuch wiatru odrzucił z trasy lawiny – dwóch Niemców, dwóch Polaków i jednego Rosjanina, były to jedyne osoby, które przeżyły kataklizm. Do akcji przybyła ekipa ratowników z Czechosłowacji z psem tresowanym do poszukiwania ofiar lawin; jeden z czeskich ratowników był dwa lata wcześniej wydobyty z lawiny przez polskich GOPR-owców. Czeska służba przeszła na polską stronę na odpowiedzialność komendanta posterunku Wojsk Ochrony Pogranicza „Nad Śnieżką”. Pierwsze ofiary lawiny wykopał czeski pies. Za nim posuwali się ratownicy z sondami, po których następowali kopacze z łopatami, penetrując miejsca oznaczone przez poprzedników czarnymi chorągiewkami. Wydobyte ofiary transportowano najpierw do wojskowego namiotu, a następnie do kostnicy. Z braku toboganów ciała transportowano na nartach połączonych sznurkiem. Poszukiwania kontynuowano aż do późnego wieczora, mimo groźby zejścia następnej lawiny. Przygotowywano się do odstrzelenia nawisu śnieżnego, jednak odstąpiono od tego pomysłu, gdy mało nie uszkodzono czeskiego schroniska. Według innych źródeł pociski utknęły w śniegu. W ciągu następnych dwóch dni wydobyto ciała sześciu ofiar. Ostatnie ciała wydobyto 1 i 5 kwietnia. Przyczyną śmierci większości ofiar były doznane obrażenia, nieliczni zginęli w wyniku uduszenia. W akcji poszukiwawczej uczestniczyło ponad 1100 osób.
Na miejsce katastrofy przybyli przedstawiciele służb dyplomatycznych ZSRR i NRD. Sowiecki konsul generalny oskarżył Polaków o celowe wywołanie lawiny.

## Skutki

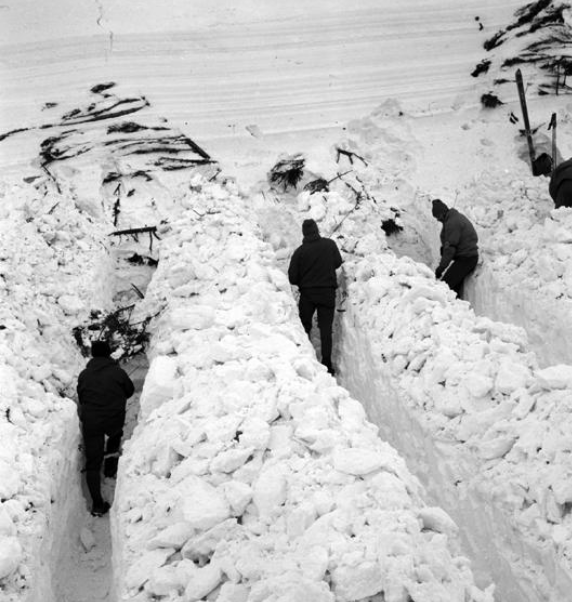
Przeszukiwanie lawiniska

W wyniku zejścia lawiny w kilku miejscach kotła nastąpiło cofnięcie się krawędzi pokryw gruzowych nawet o 2–3 metry. Natomiast stosunkowo mało ucierpiała roślinność Białego Jaru. Połamały się niektóre krzewy jarzębiny, oderwało kilka płatów darni dochodzących do powierzchni 250 × 50 cm (przesunięcie o trzy metry w dół), złamaniu uległy nieliczne młode brzozy i jarzębiny w dolnej części Jaru. Po akcji ratunkowej zarząd GOPR doposażył karkonoską grupę pogotowia. Po katastrofie powstały plotki, że w Białym Jarze zginęli agenci Stasi i KGB, którzy wybrali się na poszukiwanie sztolni, w której miały rzekomo być zdeponowane złoto nazistów. Plotki te nigdy nie zostały potwierdzone, mimo iż sprawą interesował się polski wywiad.

## Upamiętnienie
Wkrótce po zdarzeniu w jego miejscu umieszczono drewnianą tablicę informacyjną, a później ustawiono w tym miejscu pomnik, zbudowany z granitowych bloków. Został on zniszczony przez inną lawinę w 1974 roku. 10 sierpnia 2018 r., po uroczystościach związanych ze Świętem Ludzi Gór, odsłonięto w Białym Jarze nowy pomnik. Do jego budowy wykorzystano jeden z bloków granitu, pochodzący z poprzedniego monumentu.
W 57 rocznicę zejścia lawiny zespół Leniwiec opublikował utwór "Lawina w Białym Jarze".